# Голова медузы (медицина)

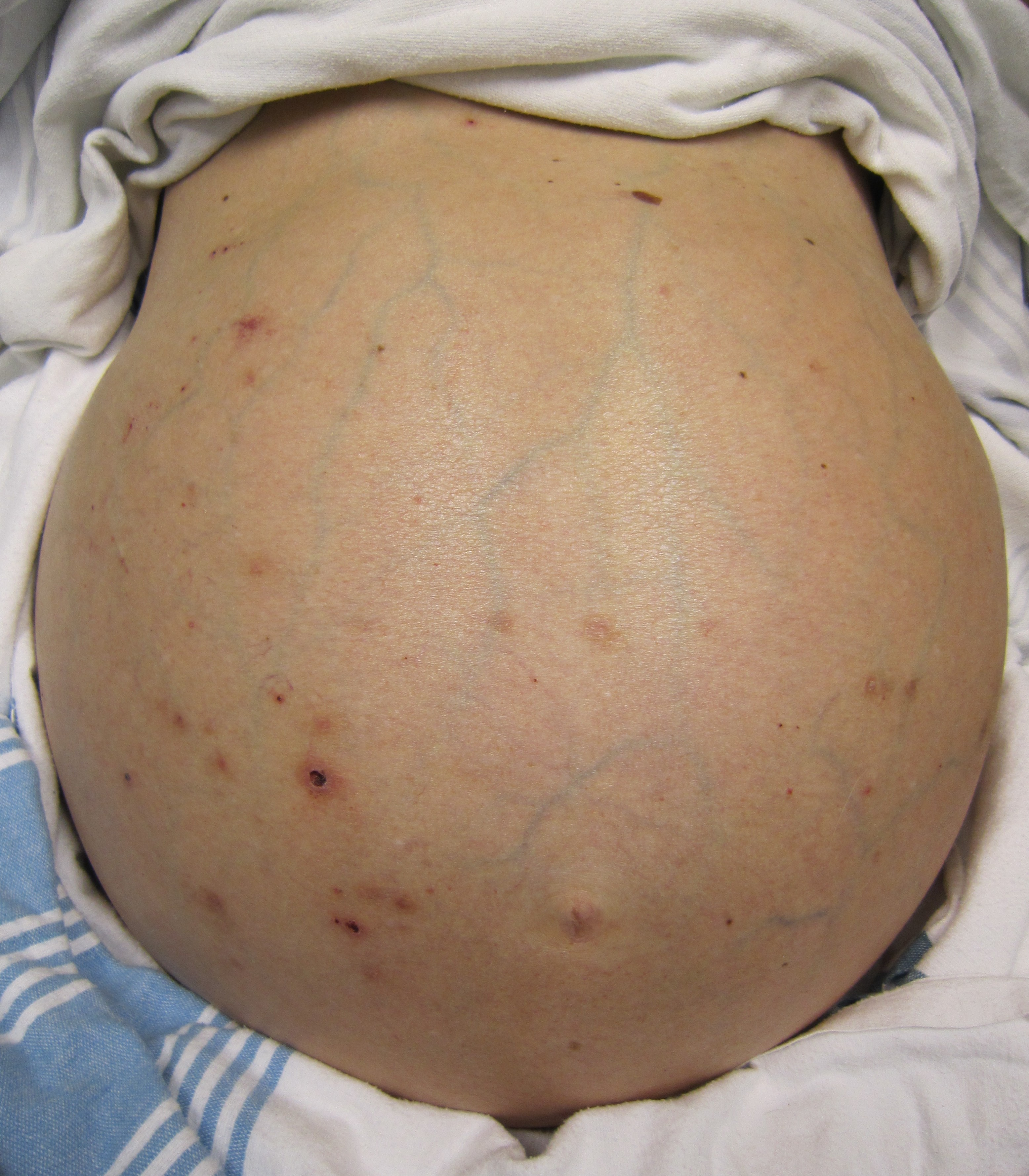
На фоне увеличенного из-за асцита живота прослеживаются расширенные извитые подкожные вены, образующие «голову медузы»

Голова медузы (лат. caput medusae) — название, данное расширенным извитым подкожным венам на передней брюшной стенке, имеющим значение окольного пути оттока венозной крови из системы воротной вены (vena portae). Подобное название дано потому, что в подобных случаях вены вокруг пупка, расширяясь, напоминают собой изображение головы мифологической Медузы — наиболее известной из трёх сестёр горгон, чудовища с женским лицом, у которого вместо волос из головы росли извивающиеся змеи.
Расширение венозных кровеносных сосудов на передней брюшной стенке развивается вследствие перераспределения венозной крови в обходные портокавальный и каво-кавальный анастомозы, имеющие значение окольного пути оттока из системы воротной вены при возникновении препятствий для её нормального прохождения в самой воротной вене. Подобные нарушения оттока венозной крови через воротную вену чаще всего развиваются при патологиях, затрудняющих прохождение крови через печень: при циррозе печени, включая алкогольный цирроз печени, а также онкологических заболеваниях печени.
В норме в воротную вену оттекает венозная кровь от всех непарных органов брюшной полости (желудка, тонкой и толстой кишки, селезёнки и поджелудочной железы), за исключением печени и нижней трети прямой кишки. От этих органов венозная кровь через воротную вену поступает в печень, а из неё по печёночным венам в нижнюю полую вену.
В венозной системе дополнительными путями оттока крови, кроме основных глубоких вен и их притоков, служат ещё и поверхностные, либо подкожные вены, а также широко развитые у человека венозные сплетения. Наибольшее значение в клинической практике имеют межсистемные венозные анастомозы, с помощью которых связаны между собой системы верхней и нижней полых и воротной вен. В результате образуются порто-кавальные, каво-кавальные, а также каво-кавопортальные анастомозы. Все они имеют значение коллатерального (окольного) пути оттока крови в обход основных вен. Порто-кавальные анастомозы в норме у человека развиты слабо, однако при нарушениях оттока крови по системе воротной вены они значительно расширяются. В этом случае они обеспечивают процесс «сброса» крови в обход печени из системы воротной вены в систему верхней и нижней полых вен.